# Marchigüe
Marchigüe (auch Marchihue, früher Peña Blanca / Peñablanca) ist eine Stadt und Gemeinde in der Provinz Cardenal Caro in der Región del Libertador General Bernardo O’Higgins in Chile. Bei der Volkszählung im Jahr 2017 hatte sie 7308 Einwohner. Die Gemeinde erstreckt sich über eine Fläche von 659,9 km².

## Geschichte

### Ursprünge
Archäologische Untersuchungen haben gezeigt, dass die menschliche Präsenz seit 11.300 Jahren ununterbrochen anhält. Zunächst führten die ersten Siedler für einen Zeitraum bis zum Jahr 50 v. Chr. (der die zwei Perioden Paläoindien und Archaikum umfasst) ein nomadisches Lebenssystem ein.
Im 15. Jahrhundert wurde Marchigüe von Chiquillanes, nomadischen Jägern, bewohnt. Sie lebten von der Jagd auf Guanakos und verschiedene Vögel.

### Inka-Reich
Die Chiquillan-Völker waren im Wesentlichen nomadische Jäger und Sammler, die ihr Nutzvieh zwischen den Bergtälern und der Küste umsiedelten. Ihre Behausungen bestanden aus Quinchas. Sie mussten eine eher sesshafte Kultur annehmen, als mit der Ankunft der Inkas unter dem Kommando von Túpac Yupanqui im Jahr 1460 teilweise die Landwirtschaft begann. Auch wenn in diesem Bereich der Einfluss und die tatsächliche Kontrolle der Vertreter der Inka geringer waren, war ihr Einfluss in Bezug auf die landwirtschaftlichen Praktiken spürbar. Der große Unterschied lag in der Eigentumsverwaltung, da der Inka der alleinige Eigentümer seiner Domänen war und Grundstücke („Mitas“) an seine Untertanen entsprechend deren Bedürfnissen, sozialer Hierarchie oder militärischer Befehlsgewalt innerhalb seiner Domänen verteilte. Die Eroberer ersetzten dieses System durch Encomiendas, die darauf abzielten, militärische und zivile Verdienste in den ersten Jahrhunderten der Kolonie im Austausch für die Evangelisierung ihrer Diener zu belohnen.

### Spanische Eroberung
Als die spanischen Eroberer eintrafen, war die Herrschaft der Inka noch in Kraft. Diesmal führten die Auswirkungen auf die Nomaden-Gesellschaft letztendlich zu deren völliger und endgültiger Auflösung.
Der Ursprung der Region liegt in der Nähe der Cadenas-Mündung, da die erste Erwähnung von Marchigüe mit einer Expedition von Jerónimo de Costilla zusammenhängt, einem spanischen Eroberer, der Diego de Almagro und Pedro de Valdivia begleitete. Um zu zeigen, wie weit eine seiner Expeditionen nach Süden gelangt war, nagelte er vor dem heutigen Marchigüe einige Ketten an einen Fluss, der „merkwürdigerweise vom Meer zur Bergkette floss“. Das Ästuar trennte jedoch auch zwei unterschiedliche historische Entwicklungen. Im Norden befanden sich die ersten Encomiendas von Miguel Gómez de Silva und im Süden die von Melchor Jufré anvertrauten Encomiendas.
Nach der Ankunft der Eroberer im 16. Jahrhundert gab Pedro de Valdivia Colchagua als Auftrag an Inés de Suárez. Bis zum Ende des 16. Jahrhunderts waren es nur die Städte wie Ligüeimo, das bereits 1565 als Doktrin erwähnt wurde, und Rapel, als Gouverneur Martín García Óñez de Loyola 1593 den ersten Bürgermeister von Colchagua, Álvaro de Villagra, ernannte.
Rodrigo de Quiroga López de Ulloa, der die erste Spanierin heiratete, die in Chile ankam, ließ sich mit seiner Hacienda in der Nähe des Flusses Tinguiririca nieder, an dem Ort, der heute als Las Majadas bekannt ist. Seine Encomienda wurde unter seinen Erben aufgeteilt. Melchor Jufré del Águila bekam die Täler von Pumanque und Nilahue zugeteilt und Diego Jufré y Gavilán (der 1557 mit García Hurtado de Mendoza nach Chile kam) erhielt die Ranch, zu der heute Marchigüe, Ranquilhue, Reto, La Peña Blanca und Colhue gehören.
Die Encomiendas wurden in große Besitztümer umgewandelt, über die die katholische Kirche eine starke Vormachtstellung ausübte. Später wurden sie von privaten Parteien erworben, aus denen die großen Anwesen des 19. Jahrhunderts hervorgingen.

### Ab dem 20. Jahrhundert
Die Gemeinde wurde als Peña Blanca oder Peñablanca wurde durch Dekret Nr. 2.959 vom 12. Juni 1902 gegründet. Es umfasste das Gebiet der 12. Unterdelegation Peña Blanca des Departements San Fernando der Provinz Colchagua. Bis zum 3. Mai 1903 wurde die neue Gemeinde von der Gemeinde Pichilemu verwaltet.
Durch das Dekret Nr. 1.665 vom 23. Mai 1924 wurde ein Teil des Territoriums der Gemeinde abgetrennt, um die neue Unterdelegation Población zu bilden, die wiederum Teil der neuen Gemeinde Población wurde. Am 1. Februar 1928 wurde die Gemeinde in Marchigüe umbenannt und in das Departement Santa Cruz derselben Provinz verlegt. Sie übernahm das Gebiet der Gemeinde La Estrella, die ihr bis 1934 gehörte. Am 4. September 1973 wurde Marchigüe in das neue Departement Cardenal Caro eingegliedert. Ab dem 1. Januar 1976 gehörte die Gemeinde Marchigüe zur neuen Provinz Colchagua, bis es im Oktober 1979 an die neu geschaffene Provinz Cardenal Caro überging.

## Bevölkerung
Laut der Volkszählung des Nationalen Statistikinstituts von 2002 hatte Marchigüe 6904 Einwohner (3549 Männer und 3355 Frauen). Von diesen lebten 2208 (32 %) in städtischen Gebieten und 4696 (68 %) in ländlichen Gebieten. Die Bevölkerung wuchs zwischen den Volkszählungen von 1992 und 2002 um 11,2 % (695 Personen). Im Jahr 2017 zählte man 7308 Personen.